# Elvire De Prez
Elvire De Prez (Mechelen, 26 januari 1939 – aldaar, 3 november 2021) was een Vlaams actrice en presentatrice.

## Biografie
De Prez begon haar carrière aan het Mechels Miniatuur Theater (MMT) en bleef ook altijd in Mechelen wonen. Ze was getrouwd met Romain Coorevits (productiemedewerker toenmalige BRTN). 
Ze speelde in 1960 als actrice de hoofdrol van Anita in de musical Anita, Anita My Love van Kris Betz, aan de zijde van onder meer Co Flower, Paul Cammermans en Louis Neefs. De musical werd ook voor televisie aangepast. Verder in de jaren zestig vertolkte ze in televisieseries de rollen van Nele in Tijl Uilenspiegel (1961), Isolde in De Tijdscapsule (1963) en Caroline Paracelsus, de vrouw van Peter Paracelsus in Midas (1967).
De Prez presenteerde samen met Miel Louw van 1974 tot 1991 Wikken en Wegen en in 1986 Weet je van wanten?. Ze was daarnaast ook de vaste stem bij het satirische programma Echo en het toeristische programma Boeketje Vlaanderen.
Als vertelster sprak ze minstens 28 Nederlandse DAISY luisterboeken in voor blinden, slechtzienden en mensen met een leeshandicap zoals dyslexie.

## Filmografie

### Theater
- Anita, Anita My Love (musical komedie, 1960) als Anita
- Potopot (1961) als Siska
- In aanwezigheid van de minister (1965)

### TV Films
- De muur (1960)
- Anita, Anita, My Love (musical komedie, 1960) als Anita
- De klucht van de brave moordenaar (1962)
- De stomme humulus of eén woord per dag (kortfilm, 1962)
- De apotheker (1962)
- Het lied van Gynt (1963)
- Uit een andere wereld (1964)

### TV Series
- Tijl Uilenspiegel (1961-1962) als Nele (9 episodes)
- De tijdscapsule (1963) als Isolde
- Midas (1967) als Caroline Paracelsus

### TV Programma's
- Wikken en wegen (1974-1991), presentatrice
- Weet je van wanten? (1986), presentatrice
- Echo (1961-1973), achtergrondstem
- Boeketje Vlaanderen (1984-1989), achtergrondstem
- Alles voor de show (2003), archiefbeelden

### Andere
- DAISY Luisterboeken (1974-2010), stem vertelster